# KOKIA
KOKIA（コキア、本名: 吉田 亜紀子〈よしだ あきこ〉、1976年7月22日 - ）は、日本の女性シンガーソングライター・ボーカリスト。
内閣府「災害被害を軽減する国民運動」のサポーター。　公式ファンクラブ名は「club ancoro」。ファンクラブの会員を「ancoro」と呼ぶ。

## 概要
1998年（平成10年）デビュー。芸名は、本名「亜紀子（あきこ）」を逆読み「こきあ」それをローマ字表記「KOKIA」にしたものである。誕生日である7～8月に花をつけるコキアという名前の植物がある。なお、のちの一作「調和 oto 〜with reflection〜」では、日本語で仮に詠んだ歌詞を反転させ、架空言語の歌詞を創り出して詠んでいる。

## 来歴
出身は吉祥寺である。幼少の頃からヴァイオリンやピアノを通じて、音楽の楽しさと触れ合う。小・中学校は立教女学院に通い、賛美歌に慣れ親しむ。桐朋女子高等学校音楽科を経て、桐朋学園大学音楽学部に進学（ともに声楽専攻）。また、学生時代にECCのホノルル市長杯英語弁論大会という日本の高校・大学生対象英語スピーチコンテストに出場し、優勝した。
大学在学中の1998年（平成10年）にシングル「愛しているから」でポニーキャニオンよりデビュー。
2000年（平成12年）、ポニーキャニオンとの契約が終了すると、ЯKS（河村隆一プロデュース）作品にボーカリストとして、シングル2枚とアルバム1枚に参加する。
2001年（平成13年）、ビクターエンタテインメントと契約・移籍後に第1弾4thシングル「tomoni」を発売。2003年（平成15年）、8thシングル「かわらないこと 〜since 1976〜」がドラマの主題歌、続く9thシングル「The Power of Smile」がCMソングにそれぞれ使用され、テレビ朝日系『ミュージックステーション』に「The Power of Smile」で初出演した。
2004年（平成16年）、アテネオリンピック日本選手団公式応援ソングとなった11thシングル「夢がチカラ」がテレビや新聞などのメディアに広く採り上げられた。2005年日本国際博覧会では、加藤登紀子らと共に、自然をコンセプトとしたライブを実施した。
2006年（平成18年）、初のベスト・アルバム『pearl 〜The Best Collection〜』と初のDVD『Jewel 〜The Best Video Collection〜』をそれぞれ発売。同年5月、個人事務所であるanco&co.を設立、独立。独立直後には、六本木スイートベイジルにて初のマンスリーライブを開催。第1・第3火曜日にインターネットラジオ「KOKI薬曲」を放送したり、映画『おじいちゃんのチューリップ』を制作したりと幅広く活動している。
2007年（平成19年）、フジテレビ系『カワズ君の検索生活』で楽曲「ありがとう…」が使用され、反響を受けたことで同曲が再発売された。新潟県中越沖地震の災害を受け、柏崎コミュニティ放送のみでの楽曲「私にできること」を提供。同曲が放送局で流れるまでの経緯は、テレビや新聞等でも採り上げられた。この時の読売新聞の記事の抜粋が、高校現代社会の資料集に掲載された。自衛隊からの招待を受け、柏崎市民プラザにて同年8月6日に「未来へはばたけ柏崎コンサート」で、3,000人の観客を前にして、陸上自衛隊東部方面音楽隊の伴奏で、応援ライブを行った。同曲は自主制作盤として新潟県柏崎市を中心に発売されている。11月にはビクターエンタテインメント内部のアニメ作品専用レーベルであるフライングドッグより16thシングル「Follow the Nightingale」を発売。
2008年（平成20年）からはアルバム作品を中心とした作品発表を行っている。ジャズ音楽専門誌『ADLIB』では、上妻宏光や小泉ニロとともに、ADLIB AWARD2008国内ワールド/ニュー・エイジ賞を受賞した。また、新潟県中越沖地震においての今までの復興支援活動が評価され、社団法人日本青年会議所主催の青年版国民栄誉賞「第22回 人間力大賞」において、福祉・教育のジャンルにノミネートされ、2008年度まちづくり市民財団奨励賞を受賞している。
2009年（平成21年）、ヨーロッパツアーを終え「Life Trilogy 〜いのちの歌3部作〜」と題し、3部構成で配信限定シングルのリリースを開始。第一章「君をさがして/last love song」、第二章「single mother/クリスマスの響き」、翌2010年にリリースされた第三章「孤独な生きもの/あの日の私に」は限定配信されたiTunes StoreのJ-POPアルバム部門において連続1位を獲得。
2010年（平成22年）、日本赤十字社大阪府支部で制作した赤十字社の活動映像「私たちの想い」のBGMにKOKIAの「命の光」が採用され、日本赤十字社大阪府支部のホームページで公開される。
2011年（平成23年）、ゲームソフト『ファイナルファンタジーXIII-2』（PS3・Xbox 360）のゲストボーカルとして参加、「ノエルのテーマ 〜最後の旅〜」を歌う（楽曲はゲームのサウンドトラックに収録）。
2012年（平成24年）、清本りつ子が元々歌っていた至学館高等学校校歌「夢追人」の、KOKIAの歌唱によるCD化が決まり、シングルとして発売された。
2013年（平成25年）から2014年にかけてロンドンへ渡っていた。
2014年（平成26年）、結婚。2016年（平成28年）、出産。
2017年（平成29年）、新潟県中越沖地震10周年合同追悼式（主催:柏崎市、刈羽村）にて追悼献歌を行った。2017年から、tontontonプロジェクトの一環として動物をテーマとしたアルバムをコキア印にてリリースしている。
2020年（令和2年）、COVID-19によりコンサートが中止になる中、同年4月より、配信ライブ『1 to 1 Live for you』を開始した。この配信ライブは、YouTubeのKOKIAオフィシャルチャンネルで行われることが多い。同年、音楽デジタルディストリビューションサービスであるTuneCoreを用いながら、シングルのデジタル配信を開始した。同年、ロンドンへ渡り、2023年に日本へ帰国した。
2021年（令和3年）、東京オペラシティコンサートホールでVimeoを用いて有料の無観客配信コンサート『KOKIA 2021 Live stream concert – THE MISSING PIECE –』を実施した。
2022年（令和4年）、オフィシャルホームページ新装のためにCAMPFIREにてクラウドファンディングを実施し、目標金額を上回る資金が集まった。同年4月30日、新しいオフィシャルホームページにリニューアルした。同年6月25日、東京オペラシティコンサートホールで、アニメやゲームのために書かれた楽曲を歌う有料の無観客配信コンサート『KOKIA livestream concert 2022 – History of My pieces -』を実施した。音楽デジタルディストリビューションサービスであるTuneCoreで100万回再生を達成した。
2023年（令和5年）、KOKIA YouTube公式アカウント「KOKIA official」にて「フクロウ」が100万回再生された。6月28日に空気録音への使用を許可する楽曲であるハイレゾシングル「白いノートブック」を配信でリリースした。
また11月22日には、KOKIA 25th Anniversary Best Album『The Lighthouse』と2019年にCDで発売された洋楽カバーアルバム『Watching from Above 2』を配信でリリースした。FictionJunction(梶浦由記のソロプロジェクト)作品の「風よ、吹け」にFictionJuncton feat.KOKIAの名義でボーカリストとして、参加した。

## 日本国外での人気・活動
海外では早くから注目され始め、1999年（平成11年）、アルバム『songbird』が香港で発売され、その中に収録された3枚目のシングル「ありがとう…」が、同年の香港国際流行音楽大賞で3位を記録し、サミー・チェンが広東語でカバーした「ARIGATOU」が1位を記録した。アルバム収録曲「私は歌う小鳥です」は香港圏域のファンケルのテレビCMソングに使用されたことを受け、香港でワンマンライブも行った。
2001年（平成13年）、移籍第2弾となった5枚目のシングル「Say Hi!!」が日本を除くアジア地域で資生堂のテレビCMソングに使用された。同年末には、延べ１２万人を動員した台湾の大晦日の4大カウントダウンイベントに出演。MTVアジア主催のイベントでは日本人初、台湾総統府前でのライブに出演した。上記の「ありがとう…」の香港でのヒットもあり、この流れで日本より先にアジアで人気を確立する。
2002年（平成14年）にはアルバム『trip trip』収録曲の「a gift」がヨーロッパ全土のスバルのテレビCMソングに使用された。サントリー烏龍茶のCM曲を書き下ろし、中国上海で放送される。中国では、アルバム『trip trip』に、この曲を収録した特別バージョンが発売された。
2006年（平成18年）には音楽の国際見本市であるMIDEM（カンヌ）に、Rin'やRie fuらとともに出演。フランスではアルバム『aigakikoeru』が日本盤に先駆けて発売。2006年・2007年はパリで、2008年には、フランス、ベルギーでライブを行った。特に2008年のパリ公演でおよそ1,800人を動員し、フランスでも人気を確立しつつある。
2008年（平成20年）12月には、「MUSIC GIFT」プロジェクトと称して、「Remember the kiss」（ブルックリンの教会で、地元のゴスペル聖歌隊と共に収録した英語バージョン）を収録したCDをニューヨークで1万枚、サンタクロースの衣装を着て、無料で配布。この活動に対して、ジョージ・W・ブッシュ大統領とローラ・ブッシュ夫人から感謝の手紙が送られた。「Remember the kiss」は、アメリカ同時多発テロ事件の映像に接してKOKIAが制作した曲である。
2009年（平成21年）には、フランス、ベルギー、ドイツ、ポーランド、アイルランドでのライブを行った。ワールドツアーで複数の国で公演を行うのは2回目。
2010年（平成22年）には、ロシア、ポーランド、オーストリア、ドイツ、フランス、スペイン、イギリスでのライブを行った。現在、アルバムはすべて海外で発売されている。なお、アルバムには歌詞が英語のみの曲も収録されていることが多い。
2016年（平成28年）には中国（上海）でのライブを行った。
2017年（平成29年）には中国（上海、広州）でのライブを行った。
2018年（平成30年）には、中国（上海、広州）、フランス（パリ）でのライブを行った。
2019年（令和元年）には、中国（上海）でのライブを行った。
2021年（令和3年）には、BilibiliのKOKIA公式アカウントのフォロワー数が10万人を越えた。同年、東京オペラシティコンサートホールでBilibiliを用いて中国限定の有料の無観客配信コンサート『KOKIA 2021 Live stream concert – Missing you –』を実施した。
2022年（令和4年）、中国ではBlu-ray『History of My pieces』が日本盤に先駆けて発売。
2023年（令和5年）には中国（上海）でのライブを行った。
2024年（令和6年）には、8月に中国(上海)、11月に中国（北京、広州、深圳、成都）でのライブを行った。

## 人物・エピソード
母子家庭に育ち、祖父は海運会社を経営していた。
デビュー当時の事務所には南こうせつが所属しており、南こうせつのツアーのオープニングアクトとして一緒にツアーを回ったことがある。
音楽性や歌声は音楽評論家の富澤一誠に高く評価され、『Mの黙示録』（テレビ朝日系、2001年12月23日）で紹介された。『題名のない音楽会21』（テレビ朝日系、2004年7月18日）では「O sole mio」で29.5秒間のロングトーンを披露した。また、第56回全国理容競技大会のオープニングセレモニーでは国歌「君が代」を独唱した。
手を動かしながら裸足で歌う。
大のエクアドル産バナナ好きである。エクアドル産にこだわりを持ち、ラジオ番組では産地を明かされない状態の複数のバナナを出される中、食べ比べてエクアドル産バナナを言い当てた。
幼少時よりスキーに親しみ、SIA検定シルバークラスを取得した。

## ディスコグラフィ

### シングル
| 枚   | 発売日         | タイトル                                                                                                  | 規格品番                                  | レーベル                   | 順位  | 収録アルバム                               |
| ---- | -------------- | --- | ----------------------------------------- | -------------------------- | ----- | ------------------------------------------ |
| 1st  | 1998年4月29日  | 愛しているから c/w You                                                                                    | PCDA-1070                                 | ポニーキャニオン           | 99位  | songbird                                   |
| -    | 1998年5月21日  | 愛の輪郭（フィールド）                                                                                    | VIDL-30207                                | ビクターエンタテインメント |       | EVOLVE to LOVE -20 years Anniversary BEST- |
| 2nd  | 1998年11月18日 | Tears in Love c/w Blue Night                                                                              | PCDA-1112                                 | ポニーキャニオン           |       | EVOLVE to LOVE -20 years Anniversary BEST- |
| 3rd  | 1999年6月17日  | ありがとう… c/w 愛しているから (Sincerely Version)                                                        | PCDA-01169                                | ポニーキャニオン           |       | songbird                                   |
| 4th  | 2001年5月23日  | tomoni c/w Yes I Know                                                                                     | VICL-35254                                | ビクターエンタテインメント |       | trip trip                                  |
| 5th  | 2001年8月22日  | Say Hi!! c/w もくじ                                                                                       | VICL-35295                                | ビクターエンタテインメント |       | trip trip                                  |
| 6th  | 2001年11月21日 | 天使 c/w Whisper                                                                                          | VICL-35334                                | ビクターエンタテインメント |       | trip trip                                  |
| 7th  | 2002年1月23日  | 人間ってそんなものね c/w もう愛せない / Moonlight Shadow                                                  | VICL-35357                                | ビクターエンタテインメント |       | trip trip                                  |
| 8th  | 2003年5月21日  | かわらないこと 〜since 1976〜 c/w tell tell 坊主                                                          | VICL-35487                                | ビクターエンタテインメント | 47位  | Remember me                                |
| 9th  | 2003年9月24日  | The Power of Smile/Remember the kiss                                                                      | VICL-35581                                | ビクターエンタテインメント | 15位  | Remember me                                |
| 10th | 2004年4月21日  | so much love for you♥ c/w New season〜夢に向かって吹く風〜 / iしてる                                      | VICL-35632                                | ビクターエンタテインメント | 40位  | 歌がチカラ                                 |
| 11th | 2004年6月23日  | 夢がチカラ c/w 人魚の夢                                                                                   | VICL-35666                                | ビクターエンタテインメント | 30位  | 歌がチカラ                                 |
| 12th | 2005年2月23日  | dandelion c/w 僕の気持ち                                                                                  | VICL-35775                                | ビクターエンタテインメント | 84位  | pearl 〜The Best Collection〜              |
| 13th | 2005年7月21日  | time to say goodbye c/w 幸せの花束 / time to say goodbye (duet"KOKIA & Piano") / 悠久の杜〜My Home Town〜 | VICL-35858                                | ビクターエンタテインメント | 54位  | pearl 〜The Best Collection〜              |
| 14th | 2006年1月1日   | 愛のメロディー/調和 oto 〜with reflection〜 c/w 愛のメロディー (Soundtrack Ver.)                          | VICL-35942（初回盤） VICL-35943（通常盤） | ビクターエンタテインメント | 30位  | pearl 〜The Best Collection〜              |
| 15th | 2007年3月16日  | ありがとう…(the pearl edition) c/w 歌う人                                                                 | VICL-36285                                | ビクターエンタテインメント | 139位 | pearl 〜The Best Collection〜              |
| -    | 2007年9月16日  | 私にできること c/w Lacrima                                                                                |                                           |                            |       | The VOICE                                  |
| 16th | 2007年11月21日 | Follow the Nightingale c/w say goodbye good day                                                           | VTCL-35011                                | フライングドッグ           | 33位  | The VOICE                                  |
| -    | 2008年1月23日  | たった1つの想い c/w 生まれたての白                                                                        | MJCD-23037                                | マーベラスAQL              | 38位  | EVOLVE to LOVE -20 years Anniversary BEST- |
| -    | 2009年4月22日  | KARMA c/w Insonnia                                                                                        | LASM-4004                                 | ランティス                 | 45位  | KOKIA outwork collection 「pieces」        |
| -    | 2009年8月26日  | Transparent c/w 沈黙                                                                                      | LASM-4025                                 | ランティス                 | 105位 | KOKIA outwork collection 「pieces」        |
| -    | 2010年5月26日  | Fate c/w ヲモイ                                                                                           | LACM-4720                                 | ランティス                 | 85位  | KOKIA outwork collection 「pieces」        |
| -    | 2010年8月18日  | Road to Glory 〜long journey〜 c/w Daybreak / For little tail / For little tail〜once〜                   | VAH-0086（初回盤） VOH-002（通常盤）      | ボイスレコーズ             | 92位  | KOKIA outwork collection 「pieces」        |
| -    | 2011年4月27日  | 桜の樹の下/光の方へ                                                                                       | FCCM-0330                                 | フロンティアワークス       | 72位  | EVOLVE to LOVE -20 years Anniversary BEST- |
| -    | 2012年1月25日  | Memorial days c/w 0からの始まり                                                                           | LACM-4901                                 | ランティス                 | 66位  | EVOLVE to LOVE -20 years Anniversary BEST- |
| 17th | 2012年1月25日  | NewDay NewLife c/w life〜生命の響〜                                                                       | VTCL-35122                                | FlyingDog                  | 29位  | EVOLVE to LOVE -20 years Anniversary BEST- |
| 18th | 2012年1月25日  | 光をあつめて c/w Faraway                                                                                  | VTCL-35123                                | FlyingDog                  | 45位  | EVOLVE to LOVE -20 years Anniversary BEST- |
| -    | 2012年3月1日   | 夢追人 c/w 夢追人 (Piano Version)                                                                         | GOTH-1501                                 | aten recordings            | 156位 | アルバム未収録                             |
| -    | 2013年2月20日  | Battle of Destiny c/w アエテウレシイにゃん                                                                | VOH-0004                                  | ボイスレコーズ             | 33位  | EVOLVE to LOVE -20 years Anniversary BEST- |
| -    | 2013年3月27日  | 記憶の光 c/w Where to go my love (single ver.)                                                            | LACM-14068                                | ランティス                 | 47位  | EVOLVE to LOVE -20 years Anniversary BEST- |
| -    | 2016年9月14日  | 偽りの空の先にあるもの c/w 青い空 それだけなのに...                                                       | KDSD-00932                                | ティームエンタテインメント | 130位 | アルバム未収録                             |
| -    | 2017年10月11日 | Nostalgia c/w 君が居るから 強くなれるよ                                                                   | KDSD-00996                                | ティームエンタテインメント | 123位 | アルバム未収録                             |
|      | 2023年6月28日  | 白いノートブック                                                                                          |                                           | ビクターエンタテインメント |       |                                            |

#### ЯKS feat. KOKIA シングル
| 枚  | 発売日        | タイトル               | 順位 | 収録アルバム |
| --- | ------------- | ---------------------- | ---- | ------------ |
| 1st | 2000年7月19日 | goes on forever c/w 風 | 70位 | 彼方まで     |
| 2nd | 2000年9月21日 | melody c/w 自由な人    | 75位 | 彼方まで     |

### DVD／Blu-ray
| 発売日         | タイトル                                                           | 順位                 | 規格品番             |
| -------------- | ------------------------------------------------------------------ | -------------------- | -------------------- |
| 2006年2月1日   | Jewel 〜The Best Video Collection〜                                | 100位                | VIBL-322             |
| 2007年5月5日   | Live in Paris 2007 les couleurs de Paris                           | オフィシャル通販限定 | オフィシャル通販限定 |
| 2008年4月11日  | 10th KOKIA                                                         | オフィシャル通販限定 | オフィシャル通販限定 |
| 2008年4月11日  | おじいちゃんのチューリップ                                         | オフィシャル通販限定 | オフィシャル通販限定 |
| 2008年7月16日  | The VOICE 〜10th anniversary concert〜                             | 48位                 | VIBL-433/4           |
| 2009年7月22日  | KOKIA world tour 2009「∞」Infinity                                 | オフィシャル通販限定 | オフィシャル通販限定 |
| 2009年9月23日  | Wherever I am 〜world tour 2009 in Europe〜                        | 86位                 | VIBL-481/3           |
| 2010年8月1日   | oto no tabi bito KOKIA concert tour 2010                           | オフィシャル通販限定 | オフィシャル通販限定 |
| 2011年         | momentのmoment                                                     | オフィシャル通販限定 | オフィシャル通販限定 |
| 2011年9月14日  | The 5th season concert                                             | オフィシャル通販限定 | オフィシャル通販限定 |
| 2012年3月7日   | music like a prayer                                                | オフィシャル通販限定 | オフィシャル通販限定 |
| 2012年8月31日  | history                                                            | オフィシャル通販限定 | オフィシャル通販限定 |
| 2013年9月10日  | COLOR OF LIFE                                                      | オフィシャル通販限定 | オフィシャル通販限定 |
| 2014年8月13日  | spring concert ～Release～                                         | オフィシャル通販限定 | オフィシャル通販限定 |
| 2015年3月18日  | Falling in Love with the Orchestra                                 | オフィシャル通販限定 | オフィシャル通販限定 |
| 2015年10月1日  | spring concert ～おいしい音を食べたなら～                          | オフィシャル通販限定 | オフィシャル通販限定 |
| 2016年2月1日   | 河口湖コンサート 森と歌う 空と繋がる                               | オフィシャル通販限定 | オフィシャル通販限定 |
| 2016年7月1日   | Heart Touching Music                                               | オフィシャル通販限定 | オフィシャル通販限定 |
| 2017年1月23日  | LAYERS森羅万象～独立10周年記念コンサート～                         | オフィシャル通販限定 | オフィシャル通販限定 |
| 2018年2月21日  | Bird Watching                                                      | オフィシャル通販限定 | オフィシャル通販限定 |
| 2018年7月27日  | 20th anniversary concert「Beyond Imagination」                     | オフィシャル通販限定 | オフィシャル通販限定 |
| 2019年3月7日   | Journey to Me                                                      | オフィシャル通販限定 | オフィシャル通販限定 |
| 2021年10月5日  | KOKIA 2021 Live stream concert - THE MISSING PIECE - & Missing You | オフィシャル通販限定 | オフィシャル通販限定 |
| 2022年10月26日 | History of My pieces                                               | オフィシャル通販限定 | オフィシャル通販限定 |
| 2023年9月      | KOKIA 25th Anniversary Concert " you and me "                      |                      |                      |

### 参加作品
| 発売日         | 曲名                                         | 担当                     | 初収録された作品                                                                                 |
| -------------- | -------------------------------------------- | ------------------------ | ------------------------------------------------------------------------------------------------ |
| 1998年4月16日  | For Little Tail                              | 作詞・ヴォーカル         | PlayStation用ゲーム「テイルコンチェルト」                                                        |
| 1998年8月5日   | 愛の輪郭                                     | ヴォーカル               | Original Soundtrack「ブレンパワード オリジナルサウンドトラック 1」                               |
| 1999年9月7日   | ネシアの旅人〜海と風と人の唄                 | 作詞・ヴォーカル         | Original Soundtrack「ネシアの旅人」                                                              |
| 2000年2月3日   | Dreaming                                     | ボイス                   | 地雷被災者支援のためのチャリティーCD「Planet of Love」                                           |
| 2000年3月23日  | さよならは言わないで                         | 作詞・ヴォーカル         | Original Soundtrack「人形草紙あやつり左近 オリジナル・サウンドトラック II」                      |
| 2000年5月10日  | Currents                                     | ヴォーカル with 上野洋子 | Original Soundtrack「幻想水滸伝II 音楽集 ORRIZONTE」                                             |
| 2000年10月25日 | 時のきざはし                                 | コーラス                 | 西城秀樹「時のきざはし」                                                                         |
| 2002年1月23日  | Current                                      | ヴォーカル               | 「trip trip」中国特別盤                                                                          |
| 2002年12月4日  | ロムの青い響き                               | ヴォーカル               | VITA NOVA 「SHIAWASE」                                                                           |
| 2002年12月4日  | Voces Iberica：夢幻郷 based on:Cantigas#100  | ヴォーカル               | VITA NOVA 「SHIAWASE」                                                                           |
| 2003年1月23日  | CARE                                         | コーラス                 | FAKE?「TOMORROW TODAY」                                                                          |
| 2003年3月29日  | THE GLORY (Triumph Mix)                      | コーラス                 | J.LEAGUE ANTHEM「THE GROLY」                                                                     |
| 2003年6月      | 夏の扉（オリジナル：松田聖子）               | ヴォーカル               | キリン「生茶」テレビCM（藤篇）※未発売                                                            |
| 2004年3月3日   | DESPERADO                                    | ヴォーカル               | Original Soundtrack「ホテルビーナス」                                                            |
| 2005年         | This is your life                            | ヴォーカル               | 中国オリンパステレビCMソング※未発売                                                              |
| 2005年7月27日  | ピース・ロード                               | ヴォーカル               | 六本木男声合唱団倶楽部 with KOKIA「ピース・ロード」                                              |
| 2005年11月2日  | 大事なのはつよく想うこと                     | 作詞・ヴォーカル         | 平沼有梨「まだ見ぬ映画のための音楽」                                                             |
| 2006年1月7日   | 調和 oto～with reflection～                  | 作詞・作曲・ヴォーカル   | Original Soundtrack「銀色の髪のアギト」                                                          |
| 2006年1月7日   | 愛のメロディー                               | 作詞・作曲・ヴォーカル   | Original Soundtrack「銀色の髪のアギト」                                                          |
| 2006年3月24日  | 悠久の杜                                     | ヴォーカル               | 白神山地イメージソング集「白神の詩」                                                             |
| 2007年1月17日  | 藍〜僅かな思い出                             | ヴォーカル               | Original Soundtrack「RED GARDEN」                                                                |
| 2007年1月17日  | 褐〜まばらな光                               | ヴォーカル               | Original Soundtrack「RED GARDEN」                                                                |
| 2007年1月17日  | 紅〜願い                                     | ヴォーカル               | Original Soundtrack「RED GARDEN」                                                                |
| 2007年1月17日  | 菫〜陽と共に                                 | ヴォーカル               | Original Soundtrack「RED GARDEN」                                                                |
| 2007年1月17日  | 白〜私達の響き                               | ヴォーカル               | Original Soundtrack「RED GARDEN」                                                                |
| 2009年2月5日   | Demon's Souls                                | ヴォーカル・コーラス     | Original Soundtrack「Demon's Souls」                                                             |
| 2009年2月5日   | Return to Slumber                            | ヴォーカル・コーラス     | Original Soundtrack「Demon's Souls」                                                             |
| 2009年8月14日  | あなたと出逢って                             | ヴォーカル               | “文学少女”と夢現の旋律                                                                           |
| 2010年1月27日  | EXEC_REBIRTHIA=PROTOCOL/.                    | ヴォーカル               | 咲夜琉命 〜Ar tonelicoIII hymmnos concert side. 蒼〜                                             |
| 2010年1月27日  | EXEC_COSMOFLIPS/.                            | ヴォーカル               | 咲夜琉命 〜Ar tonelicoIII hymmnos concert side. 蒼〜                                             |
| 2010年1月27日  | 光の中に                                     | ヴォーカル               | 咲夜琉命 〜Ar tonelicoIII hymmnos concert side. 蒼〜                                             |
| 2010年7月7日   | 言の葉                                       | 作詞・ヴォーカル         | Original Soundtrack「“文学少女”メモワールI -夢見る少女の前奏曲-」                                |
| 2010年8月11日  | SANCTUS〜Voice Of Peace〜 feat.KOKIA         | ヴォーカル               | ESCOLTA配信シングル                                                                              |
| 2010年9月23日  | 時の旅人                                     | 作詞・ヴォーカル         | テレビ東京開局４５周年記念番組 封印された三蔵法師の謎～シルクロード30,000キロに挑んだ男～※未発売 |
| 2010年12月8日  | Rainbow ～Main Theme～                       | ヴォーカル               | 梶浦由記「The Works for Soundtrack」                                                             |
| 2010年12月8日  | Lost Home                                    | ヴォーカル               | 梶浦由記「The Works for Soundtrack」                                                             |
| 2011年10月23日 | Rio abierto / 大いなる河                     | コーラス                 | ルシア塩満「Fragancia Del Arpa」                                                                 |
| 2011年12月14日 | ノエルのテーマ 〜最後の旅〜                  | ヴォーカル               | Original Soundtrack「ファイナルファンタジーXIII-2」                                              |
| 2012年3月1日   | Ealu                                         | コーラス                 | Cormac Breatnach「Ealu」                                                                         |
| 2012年12月26日 | 無限の旋律                                   | コーラス                 | 伊藤真澄「Wonder Wonderful」                                                                     |
| 2013年1月24日  | Strike Suit Zero Main Theme                  | ヴォーカル               | Paul Ruskay「Strike Suit Zero Official Soundtrack」                                              |
| 2013年1月24日  | Ancient A.I.                                 | ヴォーカル               | Paul Ruskay「Strike Suit Zero Official Soundtrack」                                              |
| 2013年1月24日  | Unity With the Core                          | ヴォーカル               | Paul Ruskay「Strike Suit Zero Official Soundtrack」                                              |
| 2013年1月24日  | Credits                                      | ヴォーカル               | Paul Ruskay「Strike Suit Zero Official Soundtrack」                                              |
| 2013年3月13日  | 時をかける少女                               | ヴォーカル               | 東京カフェスタイル #3 ファンタジー                                                               |
| 2013年3月13日  | BLIZZARD                                     | ヴォーカル with 池田綾子 | 東京カフェスタイル #3 ファンタジー                                                               |
| 2013年11月21日 | ノエルのテーマ ～闇の狩人～                  | ヴォーカル               | Original Soundtrack「ライトニング リターンズ ファイナルファンタジーXIII」                        |
| 2014年1月21日  | 花になれ                                     | 訳詞・ヴォーカル         | 平沼有梨「Figure Skating Music Compilation “PRISM”」                                             |
| 2014年3月1日   | アルモニ                                     | ヴォーカル               | 劇場アニメ映画「アルモニ」テーマソング※未発売                                                    |
| 2014年4月23日  | Believe in the Spirit                        | 作詞・作曲・ヴォーカル   | Original Soundtrack「聖剣伝説 RISE of MANA」                                                     |
| 2015年4月22日  | Spirits                                      | 作詞・作曲・ヴォーカル   | Original Soundtrack「アルカディアの蒼き巫女」                                                    |
| 2016年3月2日   | Strike Suit Zero Main Theme [Zardonic Remix] | ヴォーカル               | Zardonic「Antihero」                                                                             |
| 2016年3月24日  | Prologue                                     | ヴォーカル               | Original Soundtrack「DARK SOUL III」                                                             |
| 2016年3月24日  | Secret Betrayal                              | ヴォーカル               | Original Soundtrack「DARK SOUL III」                                                             |
| 2016年3月24日  | Epilogue                                     | ヴォーカル               | Original Soundtrack「DARK SOUL III」                                                             |
| 2016年3月24日  | E3 2015 Debut Trailer                        | ヴォーカル               | Original Soundtrack「DARK SOUL III」                                                             |
| 2016年6月22日  | この街で                                     | ヴォーカル               | NHK BSプレミアム 愛媛発地域ドラマ「“くたばれ”坊ちゃん」※未発売                                   |
| 2017年12月20日 | 精霊の舞～Dance of the Spirit                | 作詞・作曲・ヴォーカル   | Original Soundtrack「魔法使いの嫁」                                                              |
| 2018年1月25日  | 止まった時 ～Library Cross～                 | 作詞・作曲・ヴォーカル   | スマホアプリゲーム「LibraryCross∞(ライブラリークロスインフィニット)」テーマソング※未発売         |

### 楽曲提供
| 発売日         | 曲名                             | 収録作品                                                                                       | 担当                             |
| -------------- | -------------------------------- | ---------------------------------------------------------------------------------------------- | -------------------------------- |
| 2000年9月27日  | 初恋                             | 由紀さおり・安田祥子のアルバム「歌・うた・唄 Vol.5～あしたの想い出～」                         | 作詞                             |
| 2005年2月23日  | ラルム                           | 芦野宏「コートダジュールからの風（La Brise de la Cote d'Azur）」                               | 作曲                             |
| 2006年1月18日  | 都会の羊                         | 大竹佑季「眠る孔雀」                                                                           | 楽曲提供                         |
| 2009年10月21日 | 祈り†                            | 機動戦士ガンダム00 Voice Actor Single 高垣彩陽 come across フェルト・グレイス「祈り†/Justice」 | 楽曲提供・プロデュース           |
| 2009年10月21日 | Justice                          | 機動戦士ガンダム00 Voice Actor Single 高垣彩陽 come across フェルト・グレイス「祈り†/Justice」 | 楽曲提供・プロデュース・コーラス |
| 2013年7月24日  | あなたを胸に生きてゆく           | 島谷ひとみ「15th Anniversary SUPER BEST」                                                      | 楽曲提供                         |
| 2017年8月2日   | 世界と私はつながっているのだから | 高垣彩陽「Futurism」                                                                           | 楽曲提供                         |
| 2018年9月6日   | 笑顔の季節                       | Monet「笑顔の季節」                                                                            | 楽曲提供                         |

### タイアップ
| 曲名                                       | タイアップ                                                                                     |
| ------------------------------------------ | ---------------------------------------------------------------------------------------------- |
| For LITTLE TAIL                            | バンダイ社ゲーム『テイルコンチェルト』テーマソング                                             |
| 愛しているから                             | フジテレビ系ドラマ『ブラザーズ』挿入歌                                                         |
| 愛の輪郭（フィールド）                     | WOWOWアニメ『ブレンパワード』エンディングテーマソング                                          |
| ありがとう…                                | フジテレビ系『カワズ君の検索生活』内コーナー「泣ける2ちゃんねる」使用曲                        |
| 私は歌う小鳥です                           | ファンケルCMソング（香港地区限定）                                                             |
| ネシアの旅人〜海と風と人の唄               | テレビ東京系『ネシアの旅人』主題歌                                                             |
| さよならは言わないで                       | WOWOWアニメ『人形草紙あやつり左近』挿入歌                                                      |
| Currents                                   | コナミデジタルエンタテインメント社ゲーム『幻想水滸伝II』イメージソング                         |
| tomoni                                     | 日本テレビ系ドラマ『クインテット』エンディングテーマソング                                     |
| Say Hi!!                                   | 資生堂『Za』CMソング（日本を除くアジア圏域限定）                                               |
| 天使                                       | NHK-BS2『新・真夜中の王国』エンディングテーマソング                                            |
| a gift                                     | スバルCMソング（ヨーロッパ地区限定）                                                           |
| かわらないこと 〜since 1976〜              | 東海テレビ・フジテレビ系ドラマ『愛しき者へ』主題歌                                             |
| 白い雪                                     | 台湾TVドラマ「イルカ湾の恋人」挿入歌                                                           |
| I Catch a Cold                             | 台湾TVドラマ「イルカ湾の恋人」挿入歌                                                           |
| tell tell 坊主                             | アニマックス・フジテレビ系アニメ『ハングリーハート -WILD STRIKER-』エンディングテーマソング    |
| The Power of Smile                         | 花王『エッセンシャル ダメージケア』CMソング                                                    |
| 私の太陽                                   | アニマックス・フジテレビ系アニメ『ハングリーハート -WILD STRIKER-』エンディングテーマソング    |
| Different way                              | NHK BS1『ディベートアワー』テーマソング                                                        |
| DESPERADO                                  | アスミック・エース エンタテインメント・松竹配給映画『ホテルビーナス』挿入歌                    |
| so much love for you♥                      | フジテレビ系『う!ウマいんです。』エンディングテーマソング                                      |
| New season 〜夢に向かって吹く風〜          | 全国専門学校広報研究会CMソング                                                                 |
| 夢がチカラ                                 | アテネオリンピック日本代表選手団公式応援ソング                                                 |
| 夢がチカラ                                 | エクセルヒューマンCMイメージソング                                                             |
| 夢がチカラ                                 | 東京メトロポリタンテレビジョン『芸能サプリWeekly』2004年7月度エンディングテーマソング          |
| 夢がチカラ (acoustic ver.)                 | TBS系『難病と闘う子供たち…私たちはこんな病気と闘っています』使用曲                             |
| dandelion                                  | 日本テレビ系『スーパーテレビ情報最前線』エンディングテーマソング                               |
| time to say goodbye                        | フジテレビ系『金曜エンタテイメント』エンディングテーマソング                                   |
| 幸せの花束                                 | 読売テレビ・日本テレビ系『新どっちの料理ショー』エンディングテーマソング                       |
| 幸せの花束                                 | 赤い羽根共同募金CMソング                                                                       |
| ピース・ロード                             | タイ・カンボジア国境地雷除去キャンペーン日本サムスン委託曲                                     |
| 悠久の杜 〜My Home Town〜                  | NHK『みんなのうた』使用曲                                                                      |
| 愛のメロディー (soundtrack ver.)           | 松竹配給アニメ映画『銀色の髪のアギト』エンディングテーマソング                                 |
| 調和 oto 〜with reflection〜               | 松竹配給アニメ映画『銀色の髪のアギト』オープニングテーマソング                                 |
| ありがとう・・・(the pearl edition)        | TBS系『難病と闘う子供たち…私たちはこんな病気と闘っています』使用曲                             |
| 歌う人                                     | AMGエンタテインメント配給アニメ映画『ふるさと-JAPAN』エンディングテーマソング                  |
| いつか誰かを愛した時                       | 浜田ドリームタウンALiCMソング（青森地区限定）                                                  |
| いつか誰かを愛した時                       | TBS系『難病と闘う子供たち…私たちはこんな病気と闘っています』使用曲                             |
| Follow the Nightingale                     | バンダイナムコゲームス社ゲーム『テイルズ オブ イノセンス』オープニングテーマソング             |
| say goodbye & good day                     | バンダイナムコゲームス社ゲーム『テイルズ オブ イノセンス』エンディングテーマソング             |
| たった1つの想い                            | 独立UHF系アニメ『GUNSLINGER GIRL -IL TEATRINO-』オープニングテーマソング                       |
| KARMA                                      | テレビ東京系アニメ『Phantom 〜Requiem for the Phantom〜』オープニングテーマソング              |
| Transparent                                | テレビ東京系アニメ『Phantom 〜Requiem for the Phantom〜』エンディングテーマソング              |
| Fate                                       | クロックワークス配給アニメ映画『ブレイク ブレイド』オープニングテーマソング                    |
| Road to Glory〜for Dragon Nest             | NHN Japan社ゲーム『ドラゴンネスト』テーマソング                                                |
| 時の旅人                                   | テレビ東京系封印された『三蔵法師の謎〜シルクロード30,000キロに挑んだ男〜』テーマソング         |
| 桜の樹の下                                 | OVA『最遊記外伝』オープニングテーマソング                                                      |
| 光の方へ                                   | OVA『最遊記外伝』エンディングテーマソング                                                      |
| 光の方へ                                   | ケイ・オプティコムの企業イメージCM                                                             |
| 嘆きの音                                   | クロックワークス配給アニメ映画『ブレイク ブレイド 第六章「慟哭ノ砦」』エンディングテーマソング |
| あなたと出逢って                           | 『"文学少女"』イメージソング                                                                   |
| te a te                                    | アピタ・ピアゴ COOL-FUNCTION CMソング                                                          |
| 世界を包むRibbon in our heart              | NHK「地球イチバン」エンディングテーマソング                                                    |
| NewDay NewLife                             | バンダイナムコゲームス社ゲーム『テイルズ オブ イノセンス R』オープニングテーマソング           |
| 光をあつめて                               | アスミック・エース エンタテインメント配給アニメ映画『ドットハック セカイの向こうに』主題歌     |
| Memorial days                              | 毎日放送・TBS系アニメ『機動戦士ガンダムAGE』第一部・フリット編（第11話・第14話）挿入歌         |
| 夢追人                                     | 至学館高等学校校歌                                                                             |
| ありがとうをあなたに                       | 日本青年会議所応援ソング                                                                       |
| 記憶の光                                   | 劇場&TVアニメ『宇宙戦艦ヤマト2199』第四章エンディングテーマソング                              |
| Spirits                                    | アルカディアの蒼き巫女主題歌                                                                   |
| 精霊の舞 〜Dance of the Spirit             | TVアニメ『魔法使いの嫁』挿入歌                                                                 |
| 「星の啓示」「星之启示」                   | ゲーム『山海鏡花』主題歌の日本語バージョンと中国語バージョンを歌唱                             |
| この歌に誓おう                             | ラジオドラマ『魔道祖師』エンディング主題歌の日本語版の歌詞作成と歌唱                           |
| 「翼を広げて」「この空であなたを待ってる」 | ゲーム『レッド：プライドオブエデン』テーマソング                                               |
| Ready to rock n'roll                       | テレビ東京 ０～２歳児向け番組『シナぷしゅ』 2021年３月のテーマソング                           |
| Satellites                                 | bilibili独占代理スマホゲーム『Artery Gear ：Fusion』オートルナ陣営プロモーションソング         |
| 命の物語                                   | RPG「グランサガ（Gran Saga）」主題歌の作詞と歌唱                                               |
| 衝動                                       | RPG「Echocalypse -緋紅の神約-」テーマソング                                                    |
| I’ll be there                              | ゲーム「溶鉄のマルフーシャ」主題歌                                                             |
| 衝動                                       | RPG「Echocalypse -緋紅の神約-」テーマソング                                                    |
| Hollow                                     | ゲーム「乖離性ミリオンアーサー：リング」イメージソング                                         |
| 「風よ、吹け」FictionJuncton feat.KOKIA    | 映画「風よ あらしよ 劇場版」エンディングテーマfeat.vocal                                       |

## ミュージック・ビデオ
| 監督         | 曲名                                                                         |
| ------------ | ---------------------------------------------------------------------------- |
| 井上強       | 「Remember the kiss」                                                        |
| Iori Iwamoto | 「The woman」                                                                |
| 工藤伸一     | 「The Power of Smile」「so much love for you」                               |
| スミス       | 「Say Hi!!」                                                                 |
| 土屋隆俊     | 「moment〜今を生きる〜」「愛のメロディー」「夢の途中 from「COLOR OF LIFE」」 |
| 中丸航太     | 「time to say goodbye」                                                      |
| 原淳         | 「かわらないこと〜since1976〜」「夢がチカラ」                                |
| 牧鉄馬       | 「dandelion」                                                                |
| 不明         | 「Tears in Love」「tomoni」「愛しているから」「人間ってそんなものね」「」    |

## 主なライブ

### ワンマンライブ・主催イベント
- 1999年 - 相馬裕子＆KOKIA Acoustic Live
- 2002年 - That's why I was born
- 2003年
  - KOKIA Live かわらないこと
  - Your Side 〜もっとそばに〜
  - KOKIA 2003コンサートツアーRemember me 〜私はここにいるよ〜
- 2004年
  - KOKIA SPRING LIVE「so much love for you」
  - 2004 KOKIA LIVE TOUR〜羽ばたいて！〜
  - KOKIA 歌う人〜感じたことだけ歌が居る〜
- 2005年
  - KOKIA Special Live for Mother's Day
  - KOKIA June Garden 〜talk talk〜
  - KOKIA June Garden 〜girl talk〜
  - KOKIA SEASIDE LIVE with 妹尾武 〜crystal sound meets amazing voice〜
  - KOKIA Summer Live〜太陽からの贈物〜
  - KOKIA LIVE 秋かな月見会 in MANDALA〜ほっこりしましょ ぽくぽくの夜〜
  - KOKIA LIVE in モーションブルー〜NY・Manhattanの夜をもう一度〜
  - 2005 KOKIA dinner live. Sparkling Christmas!〜おいしい時間に乾杯〜
- 2006年
  - KOKIA 2006 Live in France Bon jour Paris! Bon jour mon ami！
  - KOKIA album tour 2006「Thank u !」
  - KOKIA 2006 keep moving vol.1
  - KOKIA 2006 keep moving vol.2〜birthday party〜
  - KOKIA 2006 keep moving vol.3〜my favorite songs〜
  - KOKIA 2006 keep moving vol.4〜チェロに抱かれて♪〜
  - KOKIA 2006 keep moving vol.5〜neoclassic〜
- 2007年 - KOKIA tour of 2007「Listen for the Love」
- 2008年
  - The VOICE 〜10th Anniversary concert〜
  - Fairy Dance〜KOKIA meets Ireland〜 1st
  - Christmas gift Concert
  - ウタのチカラ ツアー'08
  - 心の灯り ライブ
- 2009年
  - white notes Vol.3
  - sebone LIVE 2009
  - KOKIA Winter Live Tour 2009「12月の贈り物」
- 2010年
  - white notes vol.4
  - KOKIA concert tour 2010 『音の旅人』
- 2011年
  - The 5th season concert
  - 音の種蒔きコンサート in 横浜
  - コキアの樹
  - KOKIAの樹の下でvol.2
  - KOKIAの樹の下でvol.3
  - KOKIA 2011 Christmas concert 「music like a prayer」
  - クリスマスの夜は1人じゃ寂しい?
- 2012年
  - NewYearConcert musical greetings
  - KOKIA Live 苗場プリンスホテル white notes vol.5
  - KOKIAの樹の下でvol.4
- 2012年 - KOKIA concert tour 2012「History」
- 2012年 - KOKIA種蒔きライブ 2012 in 九州
- 2012年 - Christmas concert「music like a prayer vol.2」
- 2012年 - New year concert 2013 〜musical greetings vol.2〜
- 2013年 - 15th anniversary concert COLOR OF LIFE
- 2014年
  - KOKIA 2014 ニューイヤーコンサート「musical greetings」vol.3
  - 2014 Spring concert 〜 Release 〜
  - KOKIA Falling in love with the orchestra
- 2015年
  - KOKIA 2015 ニューイヤーコンサート「musical greetings」vol.4
  - KOKIA 2015 春 種蒔きライブ「音のなる樹」
  - 2015 Concert おいしい音を食べたなら
  - 夏の夜の夢
  - KOKIA 2015 Concert「森と歌う 空とつながる」
- 2016年
  - KOKIA Heart touching music Symphonic Concert 2016
  - PIANOとKOKIA～ミニマムが心地いい～
  - KOKIA 琴有独衷 2016 演唱会
  - KOKIA 琴有独衷 2016 演唱会(追加公演)
  - アルバムをめくるように
  - 「Watching from Above」～あなたとつながる場所～
  - KOKIAサロン
  - LAYERS～lights and shadows～ 森羅万象
  - Dedicated to Classical Music～心に響くもの
  - KOKIA 2016 クリスマスライブ「Christmas Party!!」
- 2017年
  - Live in 苗場プリンスホテル white notes Vol.6
  - KOKIAxローマ・イタリア管弦楽団
  - 星の音楽会 & 森の音楽会
  - KOKIAサロン in 軽井沢
  - KOKIA 2017 Birthday Live in Nagoya ～since1976～
  - The Soloist
  - Animal Kingdom～動物アルバム発売記念ライブ～
  - 琴有独钟 vol.2
  - billboard classics KOKIA premium symphonic concert～The Christmas Season～
- 2018年
  - 『EVOLVE to LOVE -20 years Anniversary BEST-』リリース記念 ミニライブ&サイン会
  - 音楽の降る場所
  - KOKIA 2018 20years Anniversary Concert ～Beyond Imagination～
  - E-ne! ～good for you～ Holiday School Special
  - 夢のつづき
  - 中国・広州 どうぶつの音楽会
  - いきものの音楽会
  - Tokyo Mermaid～夢みる泡～
- 2019年
  - Go back in time
- 2020年
  - KOKIA 2020 premium concert 「Remember this summer」
- 2022年
  - 春うらら 音が舞う
- 2023年
  - KOKIA 25th Anniversary concert 2023  " you and me "

### 出演イベント
- 1998年11月23日 - 東京理科大学 第50回理大祭
- 1999年07月08日・08月12日・12月11日 - Female Vocal Night
- 1999年08月21日・22日 - 24時間テレビ チャリティーライブ
- 1999年09月18日 - 伊勢正三弾き語りライブinべるが（オープニングアクト）
- 2000年01月19日・02月29日 - Female Vocal Night
- 2000年04月29日 - 第9回 GREEN PARADISE
- 2001年10月31日 - AIR-G' POWER LIVE vol.1
- 2003年06月19日 - AIR-G'時計台アコースティックライブ vol.43 KOKIA
- 2003年08月23日 - 24時間テレビ チャリティーライブ2003】
- 2003年10月1日  - 立花隆・毛利衛トークイベント「宇宙、これから」(ミニライブ。日本科学未来館にて開催。)
- 2004年05月03日 - 2004ひろしまフラワーフェスティバル
- 2004年05月16日 - より子。ライブ〜よりスタ1
- 2004年06月06日 - アテネ2004オリンピック聖火リレー/東京到着式
- 2004年06月17日 - 題名のない音楽会21
- 2004年08月22日 - 24時間テレビ チャリティーライブ2004
- 2004年09月03日 - TREASURE 052 with ZIP-FM 「SWEET RENDEZOUS」
- 2004年10月24日 - 日本女子大学目白キャンパス 第51回目白祭
- 2004年11月14日 - 神戸大学 2004六甲祭
- 2005年05月29日 - 大同工業大学大学祭 第40回宴祭 後夜祭
- 2005年11月10日 - 2005年度 大谷大学 学園祭 紫明祭〜園遊会〜
- 2007年05月03日 - ZIP-FM HOLIDAY SPECIAL AMERICAN EXPRESS presents RELAXING MOMENTS
- 2008年08月03日 - FM福岡サマースペシャル〜夏マリ'08〜
- 2008年09月28日 - Troubadour LIVE for TENSEI
- 2008年10月04日 - 東京ミュージックマラソン音楽祭
- 2008年11月02日 - 麻布大学学園祭
- 2009年07月20日 - 神戸港祭り
- 2009年07月21日 - 鹿児島日食祭
- 2009年07月26日 - ぎおん柏崎まつり
- 2009年12月05日 - SATURDAY GO AROUND from ジャズドリーム長島
- 2010年06月29日 - 音霊 OTODAMA SEA STUDIO 2010 「SPLASH SUMMER」
- 2010年11月13日 - さがみ湖イルミオン10-11
- 2011年02月10日 - FM NORTH WAVE "fusioniCKs"
- 2011年05月31日 - Age Free Music
- 2011年08月10日 - 音霊 OTODAMA SEA STUDIO 2011 「唄を海風に乗せて」
- 2011年08月20日 - 東灘ふれあい会 チャリティーコンサート
- 2011年10月02日 - 阿蘇音楽大陸「音旅」
- 2011年12月01日 - Act Against AIDS 2011 LIVE IN NAGOYA
- 2012年01月28日 - SDD TOWN MEETING
- 2012年7月22日 - 公益社団法人日本青年会議所｢サマーコンファレンス2012｣クロージングライブ
- 2012年09月29日・10月28日 - 第29回全国都市緑化フェアTOKYO 〜TOKYO GREEN 2012〜
- 2012年10月07日 - MUSASHINO GREEN 2012〜吉祥寺の街から、緑の風〜
- 2012年10月14日 - RKKグリーンピクニック
- 2013年04月20日 - 第20回 桜のシンフォニー&救おう千年の桜チャリティコンサート in 蔵王堂
- 2014年06月01日 - テイルズ オブ フェスティバル 2014
- 2023年12月09日 - 30th Anniversary Yuki Kajiura LIVE vol.#19 -Kaji Fes.2023-
- 2024年02月25日 - Harmony for Ukraine:日本からの贈りもの

## 書籍
- KOKIA 10th memorial book、総合法令出版、2008年
- BackStage All about her、株式会社anco&co、2011年
- ママのだいじさん、主婦と生活社、 2019年
- ハッピー力―――親子の「ハッピー」を育てる、あさ出版 、2019年

## 写真集
- OnStage All about her. 株式会社anco&co、2011年

## メディア出演

### ラジオ
- KOKIA Innocent Time （1998年10月 - 1999年3月、AIR-G'）
- KOKI薬曲（2006年10月2日 - 2012年3月20日、インターネットラジオ番組）
- The Essence of Music（2024年10月6日 - 2025年6月29日、ミュージックバード）

## イメージモデル
- cocochia（オーガニックブランド）
  - 親子イメージモデル。2018年～。cocochiaのブランドロゴのデザインを担当し、KOKIAの楽曲「小さなうた」がブランドムービーに使用されている[48]。2019年、都営地下鉄三田線・都営地下鉄大江戸線の電車内のcocochiaの広告に登場した[49]。